# Belgische kampioenschappen atletiek 1990
In 1990 werden de Belgische kampioenschappen atletiek Alle Categorieën op 8 en 9 september gehouden in Naimette-Xhovémont.
De 800 m kende een incidentrijk verloop. De aankomst werd ontsierd door een valpartij. In eerste instantie werd winnaar Marc Corstjens gediskwalificeerd, maar in beroep werd beslist om de wedstrijd opnieuw te laten lopen. Alle atleten met uitzondering van Philippe Denis, de eigenlijke verantwoordelijke van de valpartij, weigerden opnieuw te lopen. Denis liep alleen zijn 800 m, maar werd nadien uit de uitslag geschrapt.

## Uitslagen
| Atleet                     | Prestatie | Onderdeel            | Atlete              | Prestatie |
| -------------------------- | --------- | -------------------- | ------------------- | --------- |
| Patrick Stevens            | 10,45 s   | 100 m                | Anne Carrette       | 11,72 s   |
| Patrick Stevens            | 21,90 s   | 200 m                | Sylvia Dethier      | 23,98 s   |
| Jeroen Fischer             | 47,15 s   | 400 m                | Katrien Maenhout    | 54,04 s   |
| -                          | -         | 800 m                | Anneke Matthys      | 2.05,4    |
| Marc Corstjens             | 3.54,69   | 1500 m               | Rita Thijs          | 4.27,13   |
| -                          | -         | 3000 m               | Corinne Debaets     | 9.10,52   |
| Raymond Van Paemel         | 13.57,57  | 5000 m               | -                   | -         |
| Ben Debognies              | 28.36,67  | 10.000 m             | Maria Van Gestel    | 33.54,37  |
| -                          | -         | 100 m horden         | Sylvia Dethier      | 13,40 s   |
| Huub Grossard Wim Vandeven | 14,21 s   | 110 m horden         | -                   | -         |
| Koen Verlinde              | 50,48 s   | 400 m horden         | Ann Maenhout        | 56,52 s   |
| William Van Dijck          | 8.42,36   | 3000 m steeplechase  | -                   | -         |
| Gerolf De Backer           | 2,08 m    | hoogspringen         | May Verheyen        | 1,81 m    |
| Domitien Mestré            | 5,10 m    | polsstokhoogspringen | -                   | -         |
| Laurent Broothaerts        | 7,50 m    | verspringen          | Veerle Jennes       | 5,97 m    |
| Didier Falise              | 15,95 m   | hink-stap-springen   | -                   | -         |
| Noël Legros                | 15,66 m   | kogelstoten          | Brigitte De Leeuw   | 15,39 m   |
| Jo Van Daele               | 52,76 m   | discuswerpen         | Marie-Paule Geldhof | 58,74 m   |
| Jérôme Putzeys             | 69,32 m   | speerwerpen          | Martine Florent     | 47,98 m   |
| Marnix Verhegghe           | 66,26 m   | hamerslingeren       | -                   | -         |

1889 · 
1890 · 
1891 · 
1892 · 
1893 · 
1894 · 
1895 · 
1896 · 
1897 · 
1898 · 
1899 · 
1900 · 
1901 · 
1902 · 
1903 · 
1904 · 
1905 · 
1906 ·
1907 ·
1908 · 
1909 · 
1910 · 
1911 · 
1912 · 
1913 · 
1914 · 
1919 · 
1920 · 
1921 · 
1922 · 
1923 · 
1924 · 
1925 · 
1926 · 
1927 · 
1928 · 
1929 · 
1930 · 
1931 · 
1932 · 
1933 · 
1934 · 
1935 · 
1936 · 
1937 · 
1938 · 
1939 · 
1940 · 
1941 · 
1942 · 
1943 · 
1944 · 
1945 · 
1946 · 
1947 · 
1948 · 
1949 · 
1950 · 
1951 · 
1952 · 
1953 · 
1954 · 
1955 · 
1956 · 
1957 · 
1958 · 
1959 · 
1960 · 
1961 · 
1962 · 
1963 · 
1964 · 
1965 · 
1966 · 
1967 · 
1968 · 
1969 · 
1970 · 
1971 · 
1972 · 
1973 · 
1974 · 
1975 · 
1976 · 
1977 · 
1978 · 
1979 · 
1980 · 
1981 · 
1982 · 
1983 · 
1984 · 
1985 · 
1986 · 
1987 · 
1988 · 
1989 · 
1990 · 
1991 · 
1992 · 
1993 · 
1994 ·
1995 · 
1996 · 
1997 · 
1998 · 
1999 · 
2000 · 
2001 · 
2002 · 
2003 · 
2004 · 
2005 · 
2006 · 
2007 · 
2008 · 
2009 · 
2010 · 
2011 · 
2012 · 
2013 · 
2014 · 
2015 · 
2016 · 
2017 · 
2018 · 
2019 · 
2020 · 
2021 · 
2022 · 
2023 · 
2024